# Sarindoides violaceus
Sarindoides violaceus là một loài nhện trong họ Salticidae.
Loài này thuộc chi Sarindoides. Sarindoides violaceus được Cândido Firmino de Mello-Leitão miêu tả năm 1922.